# ادموندو فابری
ادموندو فابری (ایتالیایی: Edmondo Fabbri; ۱۶ نوامبر ۱۹۲۱ – ۸ ژوئیهٔ ۱۹۹۵) بازیکن و مربی فوتبال اهل ایتالیا بود.
از باشگاه‌هایی که در آن بازی کرده‌است می‌توان به باشگاه فوتبال سمپدوریا، باشگاه فوتبال آتالانتا، باشگاه فوتبال برشا، باشگاه فوتبال اینتر میلان و باشگاه فوتبال پارما اشاره کرد.
وی در جام جهانی فوتبال ۱۹۶۶ سرمربی تیم ملی فوتبال ایتالیا بوده‌است.